# 김영찬 (축구 선수)
김영찬(한국 한자: 金營讚, 1993년 9월 4일 ~ )은 대한민국의 축구 선수이며 포지션은 센터백이다.

## 클럽 경력
2013년 전북 현대 모터스에 입단하였으며 여름 이적 시장을 통해 대구 FC로 임대 이적하였다. 대구에서의 임대 기간 동안 6경기에 출전했다.
2014년 시즌을 앞두고 수원 FC로 임대 이적하였다. 수원에서 김영찬은 19경기에 출전했다.
2015년 시즌을 앞두고 전북 현대로 복귀했다. 2017년 시즌까지 3시즌 동안 17경기에 출전했다.
2018년 시즌을 앞두고 K리그2의 FC 안양으로 임대되었다. 안양에서는 주전으로 출전하며 리그 31경기에 출전하는 기록을 남겼다.
2019년 시즌을 앞두고 과거 임대되었던 수원 FC로 다시 임대되었다. 수원 FC에서 20경기에 출전했다.
2020년 시즌을 앞두고 K리그2의 부천 FC 1995로 이적했다. 2020년 5월 16일에 열린 FC 안양과의 리그 경기에서 프로데뷔골을 기록했다. 이 경기에서 김영찬은 멀티골을 기록하며 팀의 2-1 승리를 이끌었다.
2021년 시즌을 앞두고 K리그2의 경남 FC로 이적했다.

## 그 외
- 김영찬은 개그맨 이경규의 딸인 이예림과 2021년에 결혼을 하였다.[5]

## 가족 관계
- 장인어른 : 이경규(1960년 9월 21일 ~ )
- 장모 : 강경희
- 배우자 : 이예림(1994년 5월 24일 ~ )

## TV 출연
- 채널A 《나만 믿고 따라와, 도시어부 시즌 3》
- MBC 《호적메이트》

## 수상

### 팀

#### 전북 현대 모터스
- K리그1 우승: 2015, 2017
- AFC 챔피언스리그 우승: 2016